# Charles de Biencourt (1747-1824)
Pour les articles homonymes, voir Charles de Biencourt et Biencourt.
Charles, marquis de Biencourt, né le 7 novembre 1747 au château de Masfaure à Ahun (Creuse), mort le 23 décembre 1824 au château d'Azay-le-Rideau (Indre-et-Loire), est un général et homme politique français.

## État des services
Il entre en service comme page de la Reine en 1761, et il est nommé sous-lieutenant le 5 octobre 1766, dans le régiment des Gardes françaises, compagnie de Velciers, puis il devient enseigne dans celle de la Tour le 14 janvier 1770.
En 1770 il épouse Marie-Jeanne Chauvelin de Beauséjour (1749-1773), fille de Jacques Bernard Chauvelin de Beauséjour (1701-14 mars 1767) intendant de la généralité d'Amiens, puis intendant des finances, et de Marie Oursin. 
Le 5 mai 1772, il obtient une commission pour tenir rang de colonel d’infanterie, et il est attaché en qualité de commandant en second au régiment de Champagne en 1773, puis à celui de Berry en 1776. Il est fait chevalier de Saint-Louis le 3 juin 1779, et le 11 novembre 1784, mestre de camp commandant le régiment d'Austrasie. Nommé brigadier d’infanterie le 1er janvier 1787, il est promu maréchal de camp le 9 mars 1788.
Il est élu député de la noblesse aux États généraux pour la sénéchaussée de Guéret le 21 mars 1789, il est l'un des premiers de son ordre à rejoindre le tiers état et à voter les décrets de l'Assemblée nationale constituante.
Après la fuite de Varennes, il jure, avec plusieurs autres collègues de la noblesse, « d'employer les armes remises » dans ses mains « à la défense de la patrie, et à maintenir contre tous ses ennemis du dedans et du dehors, la Constitution décrétée par l'Assemblée nationale, de mourir plutôt que de souffrir l'invasion du territoire français par des troupes étrangères, et de n'obéir qu'aux ordres qui seront donnés en conséquence des décrets de l'Assemblée nationale. » À la fin de cette législature, il abandonne la vie politique.
Il meurt le 23 décembre 1824, au château d'Azay-le-Rideau, qu'il avait acquis en 1791 pour 300 000 livres.

## Sources
- Dictionnaire des députés français de 1789 à 1889, tome 1, p. 311 à 320
- Pierre Jullien de Courcelles, Dictionnaire historique et biographique des généraux français : depuis le onzième siècle jusqu'en 1822, Tome 2, l’Auteur, 1821, 526 p. (lire en ligne), p. 296.
- Alex Mazas, Histoire de l'ordre royal et Militaire de Saint-Louis depuis son institution, jusqu'en 1830, Tome 2, Firmin Didot frère, Paris, 1860, p. 273.